# Radioåret 1999

## Händelser

### Januari
- 14 januari - I Sverige byter reklamradiostationerna "Radio Rix" namn till Rix FM, och antar "Bäst musik just nu" som slogan.

### September
- 29 september - SR:s samhällsredaktion sitter i laddat krismöte, där ledningen kritiseras. 40 % nedskärningar av programpengarna, total avlöning av verksamheten, menar medarbetarna och hävdar att satsning på digital teknik går ut över programmen.[1]

## Radioprogram

### Sveriges Radio
- 14 november – Smoke Rings sänds för 1786:e och sista gången.
- 1 december – Årets julkalender är Det snöar i Indianien.[2]
- 24 december – Julöppet i Visby med Bertil Perrolf och Tommy Wahlgren sänds för sista gången.

## Avlidna
- 11 mars – Lars-Göran Frisk, 56, svensk radioprogramledare.
- 17 november – Leif "Smoke Rings" Anderson, 74, svensk radioprogramledare.

### Fotnoter
1. ↑   När Var Hur 2000. Forum
2. ↑  ”1999, Det snöar i Indianien”. Sveriges Radio. http://sverigesradio.se/barn/julkalendrar/1999.stm. Läst 31 augusti 2015.